# San Juan Copalar
San Juan Copalar är en ort i Mexiko.   Den ligger i kommunen Comitán Municipality och delstaten Chiapas, i den sydöstra delen av landet, 800 km öster om huvudstaden Mexico City. San Juan Copalar ligger 1 572 meter över havet och antalet invånare är 296.
Terrängen runt San Juan Copalar är huvudsakligen platt, men åt sydväst är den kuperad. Runt San Juan Copalar är det ganska tätbefolkat, med 96 invånare per kvadratkilometer. Närmaste större samhälle är Las Margaritas, 17,2 km norr om San Juan Copalar. I omgivningarna runt San Juan Copalar växer huvudsakligen savannskog.